# Клиновое (Хмельницкая область)
Клиновое (укр. Клинове) — село в Городокском районе Хмельницкой области Украины.
Население по переписи 2001 года составляло 2364 человека. Почтовый индекс — 32048. Телефонный код — 3251. Занимает площадь 6,327 км². Код КОАТУУ — 6821283201.

## Местный совет
32048, Хмельницкая обл., Городокский р-н, с. Клиновое, ул. Григория Повха, 164